# Gruno (bedrijf)
Gruno was een Nederlandse fabrikant van fietsen.
Daarnaast is het waarschijnlijk dat Gruno uit Groningen de eerste Nederlandse motorfietsfabrikant geweest. Wellicht kan men het ook een automobielfabrikant noemen.

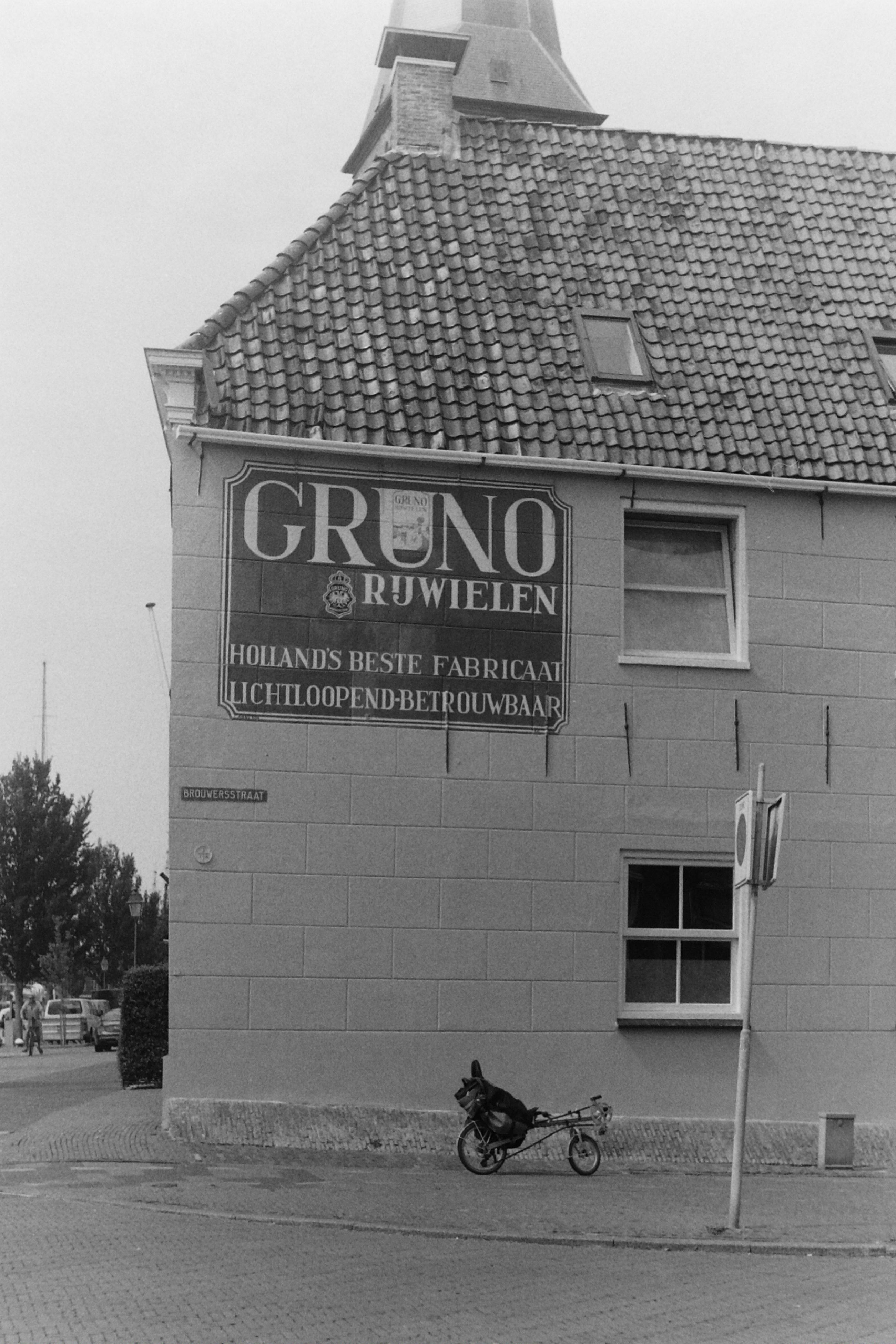
(Gereconstrueerde) oude muurreclame voor fietsen van Gruno in Harlingen

Op 23 juli 1897 werd in Winschoten de Rijwielenfabriek Gruno opgericht als N.V.. Al na een jaar waren er veertig man aan het werk, en ondanks het moeilijke klimaat voor de rijwielbranche wisten directeuren Riedel en Bos het bedrijf uit te bouwen.
Op de RI (na de opkomst van de auto: RAI) van 1899 stond Gruno al met een gemotoriseerde driewieler en een rijwiel met hulpmotor. Of de motor een eigen product was is niet bekend. Het is waarschijnlijk dat dit eerste experiment slechts kort (1 of 2 jaar) duurde. Zie ook Amstel.
Aan het begin van de twintigste eeuw fabriceerde het bedrijf onder de naam "Rijwielen- en Motorenfabriek Gruno" zowel fietsen als motorfietsen, die onder meerdere merknamen, zoals Gruno, Dreadnought en Nederlandsche Leeuw aan de man werden gebracht. De laatste directeur van Gruno was L.J. Feunekes die in 1911 aantrad. In 1926 overleed Feunekes, en omdat er geen opvolger was werden eerder afgeketste fusieplannen met Adek alsnog uitgevoerd. De productie van Adek werd naar Winschoten overgebracht, en Adek-directeur Jan Dop kreeg de leiding over de bedrijven.
Akkermans · 
Altena · 
Anderheggen · 
Antilope · 
Arnhemsche Machinefabriek  · 
Ataf-Porata · 
Autolette · 
Bambino · 
Belcar · 
Bermuda Buggy · 
BGF · 
Boro · 
Bij 't Vuur · 
Carver · 
Citeria · 
CoTuRa · 
DAF · 
Entrop · 
EWB · 
Eysink · 
Gatso · 
Gazelle ·
Gelria ·
Groninger Motorrijtuigen Fabriek · 
Gruno · 
H.A.M. · Havas · 
Hinde ·
Konings · 
Max · 
Neerlandia · 
Netam ·
Omnia · 
Rizovari · 
Ruiter ·
Ruska · 
Simplex ·
Spyker ·
Story ·
V.L.A.M.